# Норица (Черниговская область)
Норица (укр. Нориця) — село в Коропском районе Черниговской области Украины. Население — 10 человек.
Код КОАТУУ: 7422285004. Почтовый индекс: 16260. Телефонный код: +380 4656.

## Власть
Орган местного самоуправления — Нехаевский сельский совет. Почтовый адрес: 16243, Черниговская обл., Коропский р-н, с. Нехаевка, ул. Кольцевая, 4.